# Tân Trịnh, Tuyên Quang
Tân Trịnh là một xã thuộc tỉnh Tuyên Quang, Việt Nam.

## Địa lý
Xã Tân Trịnh nằm ở phía đông huyện Quang Bình, có vị trí địa lý:
- Phía đông giáp huyện Bắc Quang
- Phía tây giáp xã Tân Bắc và xã Bằng Lang
- Phía nam giáp xã Yên Hà
- Phía bắc giáp xã Xuân Minh.

Xã Tân Trịnh có diện tích 51,81 km², dân số năm 2019 là 4.656 người, mật độ dân số đạt 90 người/km².

## Lịch sử
Trước đây, Tân Trịnh là một xã thuộc huyện Bắc Quang.
Ngày 1 tháng 12 năm 2003, Chính phủ ban hành Nghị định 146/2003/NĐ-CP về việc thành lập huyện Quang Bình trên cơ sở điều chỉnh xã Tân Trịnh thuộc huyện Bắc Quang sang trực thuộc huyện Quang Bình.